# Larderellite
La larderellite è un minerale.